# Eugen Schüfftan
Eugen Schüfftan (Breslau, 21 juillet 1893 - New York, 6 septembre 1977) est un directeur de la photographie de cinéma et un inventeur allemand. Il est connu pour avoir inventé l'effet Schüfftan, une technique d'effets spéciaux de la première moitié du XXe siècle, qu'il mit au point lors du tournage de Metropolis.

## Biographie
Eugen Schüfftan commence sa carrière à Berlin comme peintre impressionniste, avant de se reconvertir dans l'expressionnisme. Pendant plusieurs années, il travaille également comme architecte et peintre décorateur.
C'est par des chemins de traverse qu'il arrive au cinéma. Tout d'abord, il se familiarise avec les techniques cinématographiques par lui-même. En 1923, il développe, en collaboration avec Ernst Kunstmann, ce qui deviendra l'effet Schüfftan. Il l'expérimente une première fois sur le tournage du film Les Nibelungen : La Mort de Siegfried en 1924. Mais ce procédé est utilisé à grande échelle dans Metropolis (1927) de Fritz Lang. En combinant un agencement de miroirs avec des maquettes de décor et les acteurs, le film donne l'impression de constructions gigantesques.
Le procédé est au début la propriété de l'UFA et d'une société de miroiterie. Aux États-Unis, il est détenu par le studio Universal Pictures. Étonnamment, les tentatives de populariser cette technique échouent à Hollywood.
Eugen Schüfftan devient directeur de la Deutsche Spiegeltechnik GmbH & Co.. Après quelques années, il trouve pénible l'élaboration de trucages, et démissionne au profit du chef-décorateur Fritz Maurischat.
Schüfftan décide alors de travailler comme chef opérateur. En 1930, il signe l'image du semi-documentaire Les Hommes le dimanche et de Adieux, tous deux sous la direction de Robert Siodmak (Billy Wilder et Fred Zinnemann étant assistants-réalisateurs du premier). Fuyant en 1940 le cinéma très encadré du Troisième Reich, il poursuit sa carrière en France et aux États-Unis, où il simplifie son nom en retirant un des deux « f » et se fait naturaliser en 1947.
En 1962, il obtient un Oscar de la meilleure photographie pour L'Arnaqueur. Il n'abandonne pas pour autant l'élaboration de nouvelles techniques, comme en témoignent ses innovations sur les films Ulysse et Captain Sindbad.
Eugen Schüfftan est mort en septembre 1977 à New York, à l'âge de 84 ans.

## Filmographie
(liste partielle)
Réalisateur
- 1931 : Das Ekel (long métrage, coréalisateur : Franz Wenzler)
- 1952 : L'Hôtel-Dieu de Beaune (court métrage)
- 1956 : Charivari (court métrage)

Directeur de la photographie
- 1924 : Les Nibelungen : La Mort de Siegfried (Die Nibelungen) de Fritz Lang (réalisation des effets spéciaux)
- 1927 : Metropolis de Fritz Lang
- 1930 : Les Hommes le dimanche (Menschen am Sonntag) de Robert Siodmak
- 1931 : Les Quatre Vagabonds de Lupu Pick
- 1933 : Du haut en bas de Georg Wilhelm Pabst
- 1933 : Les Requins du pétrole d'Henri Decoin et Rudolf Katscher
- 1933 : Unsichtbare Gegner de Rudolph Cartier
- 1933 : La Voix sans visage de Léo Mittler
- 1934 : Le Scandale de Marcel L'Herbier
- 1936 : La Tendre Ennemie, de Max Ophüls
- 1937 : Drôle de drame de Marcel Carné
- 1937 : Yoshiwara de Max Ophüls
- 1938 : Le Quai des brumes de Marcel Carné
- 1938 : Mollenard de Robert Siodmak
- 1939 : Sans lendemain, de Max Ophüls
- 1940 : Les Musiciens du ciel de Georges Lacombe
- 1944 : C'est arrivé demain de René Clair
- 1944 : L'Aveu (Summer storm) de Douglas Sirk
- 1948 : Femmes dans la nuit (Women in the Night) de William Rowland
- 1951 : Les Joyeux Pèlerins d'Alfred Pasquali
- 1952 : La Putain respectueuse de Marcello Pagliero
- 1952 : Le Rideau cramoisi, moyen métrage d'Alexandre Astruc
- 1952 : Le Chemin de Damas de Max Glass
- 1958 : La Première Nuit, court métrage de Georges Franju
- 1958 : La Tête contre les murs, de Georges Franju
- 1960 : Les Yeux sans visage, de Georges Franju
- 1960 : Un couple, de Jean-Pierre Mocky
- 1961 : L'Arnaqueur (The Hustler) de Robert Rossen
- 1961 : Au bout de la nuit (Something Wild) de Jack Garfein
- 1962 : Les Vierges, de Jean-Pierre Mocky
- 1963 : Capitaine Sinbad, de Byron Haskin
- 1964 : La Grande Frousse ou La Cité de l'indicible peur de Jean-Pierre Mocky
- 1964 : Lilith de Robert Rossen
- 1965 : Trois Chambres à Manhattan de Marcel Carné

## Distinctions
- 1951: Prix du Tourisme Français pour L'Hôtel-Dieu de Beaune
- 1962: Oscar de la meilleure photographie pour L'Arnaqueur
- 1964: Filmband in Gold pour son apport au cinéma allemand
- 1975: Prix Billy Bitzer Award sa « contribution exceptionnelle à l'industrie cinématographique »